# Betawelle

Ein EEG (1 Sekunde). Das Signal wurde nach Betawellen gefiltert.

Betawellen stellen einen bestimmten Ausschnitt aus dem Spektrum des Hirnwellenbildes dar, und nehmen einen Frequenzbereich zwischen 14 und 30 Hertz ein. Das Hirnwellenbild (EEG; Elektroenzephalogramm) resultiert aus den Aktions-Strömen der Nervenzellen in der Hirnrinde und kann mit in der Medizin gebräuchlichen Geräten abgeleitet werden. Dazu werden nach einem internationalen Schema (in der klinischen Routine meist das 10/20-Schema) Ableiteelektroden auf der Schädeldecke angebracht. Über Drähte sind die Elektroden mit einem Verstärker verbunden, der die erhaltenen elektrischen Signale an ein Aufzeichnungsgerät weiterleitet.
Das Auftreten von Betawellen hat verschiedene Ursachen und Bedeutungen, zum Beispiel kommen Betawellen bei ca. 8 % aller Menschen als normale EEG-Variante vor. Beta-Wellen  treten gruppenweise frontal und präzentral auf und können verschiedene  Bedeutungen haben. Wellen mit niedriger Amplitude sind oft mit aktiver Konzentration oder ängstlicher Anspannung verbunden. Betawellen entstehen aber auch als Folge der Einwirkung bestimmter Psychopharmaka (z. B. Benzodiazepine) oder kommen im REM-Schlaf vor. Physiologisch treten β-Oszillationen außerdem z. B. beim konstanten Anspannen eines Muskels oder bei aktiver Konzentration auf.